# Tarm-Foersum Håndbold
Tarm-Foersum Håndbold er en dansk håndboldklub, der kommer fra Tarm i Vestjylland. Klubben havde i sæsonen 2013/14 et hold i kvindernes 1. division. 
Klubben rykkede ned i 2. division efter sæsonen 2010/11, men efter at Horsens HK blev tvangsnedrykket før starten på 2011/12-sæsonen, blev Tarm-Foersum Håndbold rykket op igen.  Efter sæsonen 2011/12 måtte Tarm-Foersum ud i to kvalifikationskampe mod Vendsyssel Håndbold, da de var endt på 11.-pladsen. Disse vandt de dog og sikrede sig dermed endnu en sæson i 1. division. I 12/13 overlevede holdet ligeledes og sikrede sig i grundspillet med en 11.-plads, der modsat forrige sæson ikke gav anledning til kvalifikationskampe.